# هارولد أوسبورن
هارولد أوسبورن (بالإنجليزية: Harold Osborn)‏ هو منافس ألعاب قوى أمريكي، ولد في 13 أبريل 1899 في بالتر في الولايات المتحدة، وتوفي في 5 أبريل 1975 في تشامبيغن في الولايات المتحدة.

## وصلات خارجية
- هارولد أوسبورن على موقع الاتحاد الدولي لألعاب القوى (الإنجليزية)
- هارولد أوسبورن على موقع الاتحاد الأمريكي لسباقات المضمار والميدان، قاعة المشاهير (الإنجليزية)
- هارولد أوسبورن على موقع أوليمبيديا (الإنجليزية)